# 名古屋市立猪高中学校
名古屋市立猪高中学校（なごやしりつ いたかちゅうがっこう）は、名古屋市名東区丁田町33番地にある公立中学校。
本記事では本校の敷地の一角に建てられた名古屋市立猪高幼稚園についても扱う。

## 沿革
- 1947年（昭和22年）4月 - 愛知郡猪高村立猪高中学校として創立[WEB 1]。猪高村立猪高小学校内6教室および応接室を借用して発足[WEB 1]。
- 1948年（昭和23年）9月 - 愛知郡猪高村大字上社字丁田78-3を中心に大字上社字鋳物師洞・大字猪子石社口・上菅廻間にわたる校地に独立校舎が竣工し、2・3年教室および職員室が移転[WEB 1]。
- 1950年（昭和25年）2月 - 全ての教室を独立校舎に収容完了[WEB 1]。
- 1955年（昭和30年）4月 - 合併に伴い、名古屋市立猪高中学校と改称[WEB 1]。
- 1961年（昭和36年）4月 - 名古屋市立神丘中学校開校[注釈 2]に伴い校区を変更[WEB 1]。
- 1962年（昭和37年）4月 - 名古屋市立高針小学校創立により学区変更[WEB 1]。
- 1975年（昭和50年）4月 - 校地の北西角に名古屋市立猪高幼稚園設置[WEB 1]。
- 1976年（昭和51年）9月 - 分校設置[WEB 1]。
- 1977年（昭和52年）4月 - 分校が名古屋市立猪子石中学校として独立[WEB 1]。
- 1979年（昭和54年）4月 - 東部方面分校を設置[WEB 1]。
- 1980年（昭和55年）4月 - 東部方面分校が名古屋市立藤森中学校として独立[WEB 1]。
- 1985年（昭和60年）4月 - 名古屋市立上社中学校が独立[WEB 1]。
- 1986年（昭和61年）4月 - 名古屋市立香流中学校が独立[WEB 1]。
- 1988年（昭和63年）4月 - 一社一丁目～同四丁目が神丘中学校学区に編入[WEB 1]。
- 2022年（令和4年）3月 - 本館リニューアル改修工事完了

## 部活動

### 体育・運動部
- 軟式野球部（男子）
- バスケットボール部（男子・女子）
- バレーボール部（女子）
- サッカー部（男子・女子）
- ソフトボール部（女子）
- 陸上部（男子・女子）
- ラグビー部（男子・女子）
- ハンドボール部（男子）

### 文化部
- 合唱部（女子）
- 書道部（男子・女子）

## 通学区域
すべて東山通（愛知県道60号名古屋長久手線）より北側である。
- 名古屋市立猪高小学校学区[WEB 3]
- 名古屋市立猪子石小学校学区[WEB 3]
- 名古屋市立北一社小学校学区[WEB 3]

## 交通アクセス
名古屋市営地下鉄東山線
- 上社駅より徒歩約10分。

名古屋市営バス
- 猪高小学校バス停より徒歩約3分。
- 猪高台バス停より徒歩約5分。

## 著名な出身者
- 早坂良太（プロサッカー選手）[WEB 4]
- 東ジョン - プロサッカー選手、2020年U18サッカー日本代表）
- 中西哲生（元プロサッカー選手）
- 高須洋介（台湾味全ドラゴンズコーチ、元野球選手）
  - 途中で石川県金沢市に転校
- 一路真輝（女優、菊田一夫演劇賞、橋田賞新人賞、読売演劇大賞優秀女優賞、松尾芸能賞優秀賞受賞）
- 西徹朗（元男子110ｍH高校記録保持者）
- 吉田陽菜（フィギュアスケート選手、2023年GPファイナル銅メダル）※途中で宇治中学校に転校
- 日野紗里亜 - 衆議院議員（国民民主党）

## その他
- 本校の所在地は、丁田山と呼ばれる高台[WEB 5]にある旧猪高村の中心部であり、本校に隣接する猪高小学校の東門の前に旧猪高村役場が存在したことを示す石碑が建っている。
- 本校は度々NHK名古屋放送局制作のドラマ「中学生日記」の撮影の舞台となった。

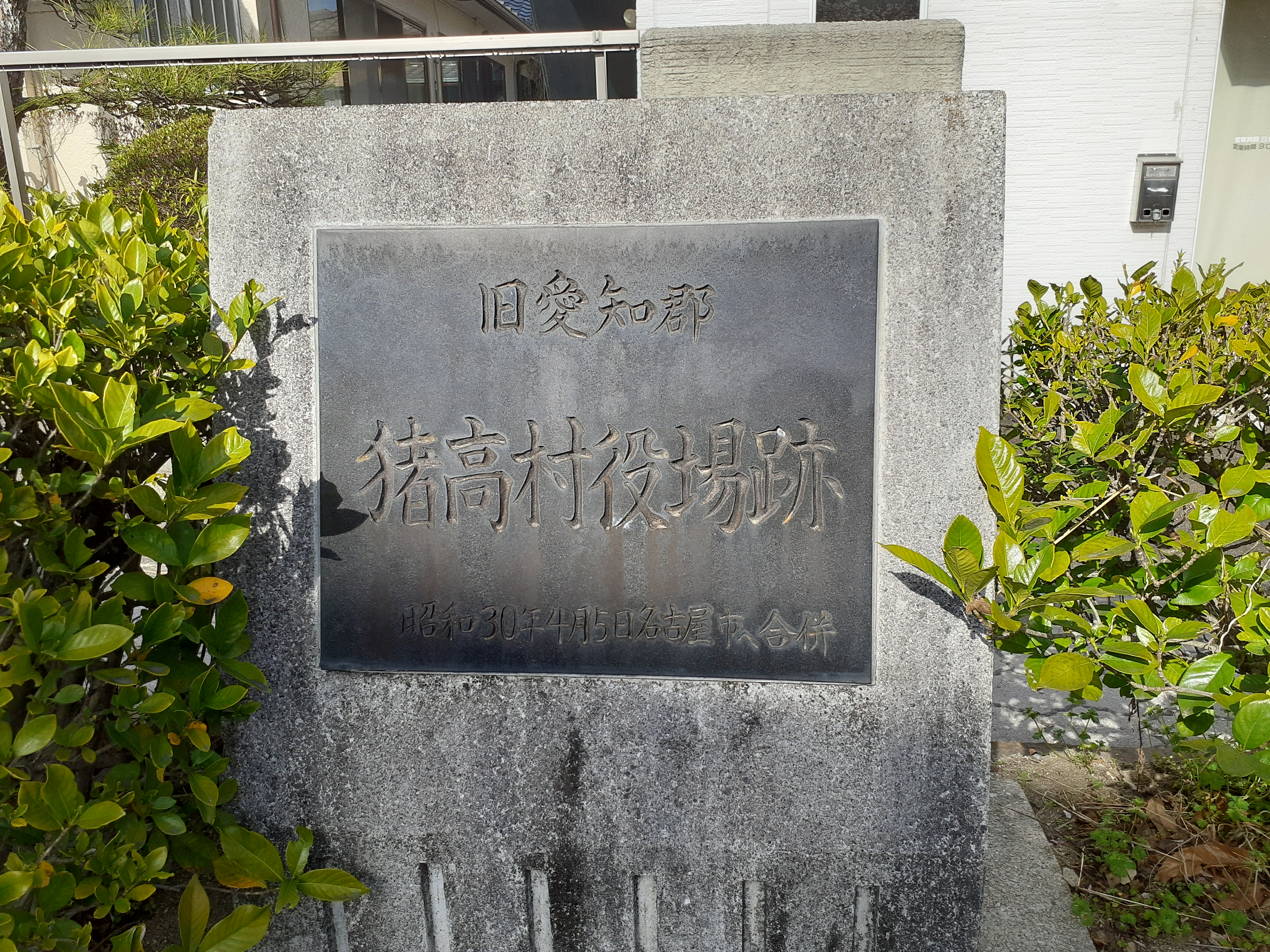
猪高村役場が存在したことを示す石碑

## 名古屋市立猪高幼稚園

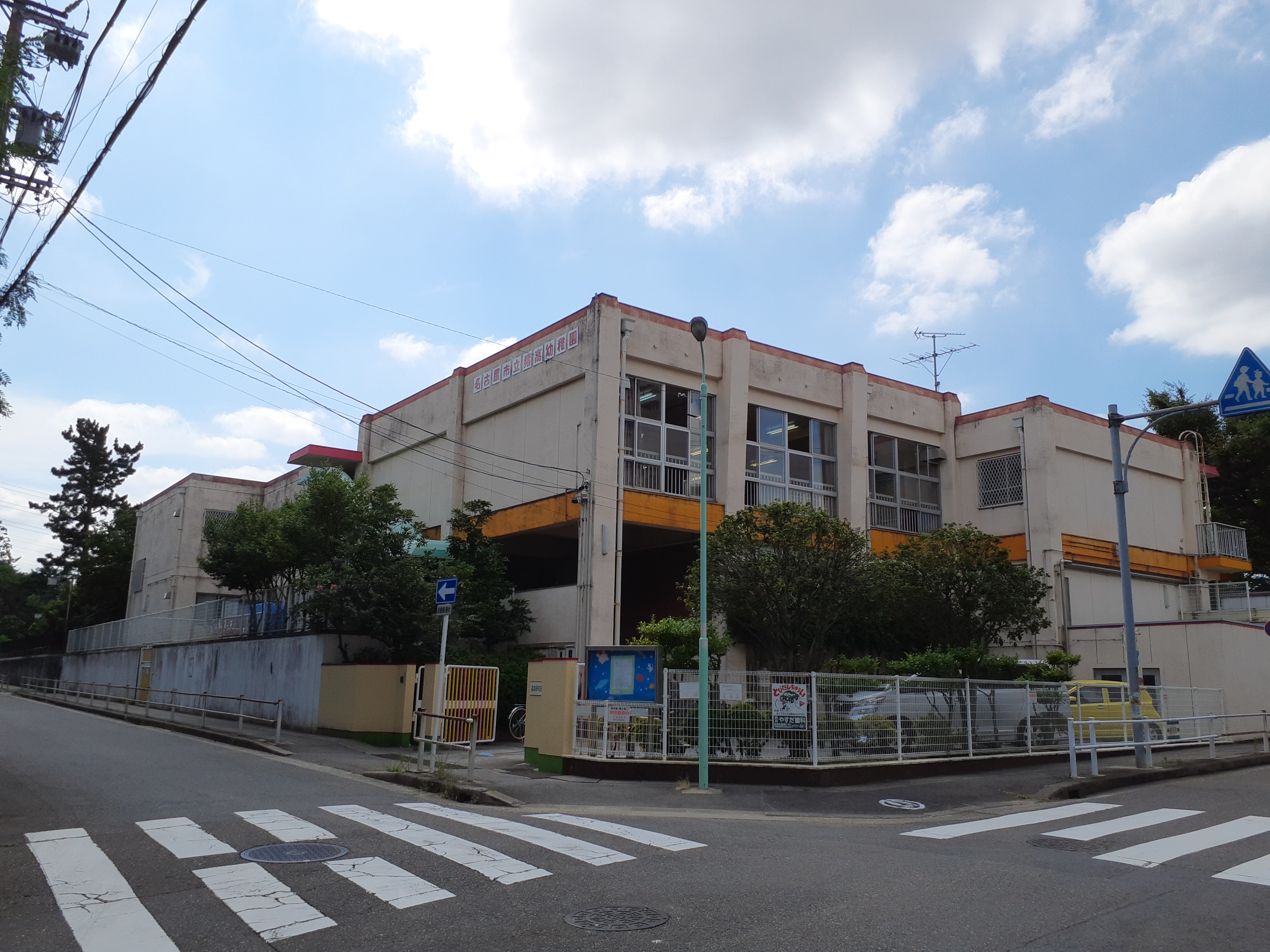
猪高幼稚園外観

名古屋市立猪高幼稚園（なごやしりつ いたかようちえん）は、名古屋市名東区丁田町33番地にある公立の幼稚園。
千種区から名東区が分離した直後の1975年（昭和50年）に、猪高中学校の一角に開園した。

### 幼稚園の沿革
猪高幼稚園#沿革より抜粋。
- 1975年（昭和50年）4月 - 開園。
- 1997年（平成9年）4月 - 大規模改修を実施。
- 1998年（平成10年）4月 - 3歳児学級を新設。